# Conchaspis garciniae
Conchaspis garciniae är en insektsart som beskrevs av Sadao Takagi 1992. Conchaspis garciniae ingår i släktet Conchaspis och familjen Conchaspididae. Inga underarter finns listade i Catalogue of Life.